# Herman Frank
Herman Frank  (nascido em 1959) é um guitarrista de heavy metal alemão, mais conhecido pelos seus trabalhos com as bandas Accept e Victory. Herman entrou no Accept em 1982, pouco antes do lançamento do álbum Restless and Wild, e participou do álbum seguinte da banda (e o mais famoso) Balls to the Wall. Ele  deixou o Accept em 1984, sendo substituído por Jörg Fischer, voltando a atuar com a banda em 2005, durante uma turnê de reunião. Em 2010 se juntou novamente ao Accept para lançar o álbum Blood of the Nations, o primeiro do grupo em 14 anos. Após as gravações dos discos Stalingrad (2012) e Blind Rage (2014), o músico deixou a banda novamente a fim de se dedicar ao seu novo projeto chamado Panzer.
Em 2009, ele lançou seu primeiro álbum solo chamado Loyal to None, e o segundo em 2012, de nome Right in the Guts. Frank também gravou com Hazzard, Sinner, Moon'Doc, Saeko, Thomsen e Poison Sun. Como produtor e engenheiro de áudio,  ele trabalhou com o Saxon, Rose Tattoo, Crown of Creation, Molly Hatchet e diversos outros.

## Discografia
| - 2009 - Loyal to None - 2012 - Right in the Guts - 1983 – Balls to the Wall - 2010 – Blood of the Nations - 2012 – Stalingrad - 2014 – Blind Rage - 2014 – Send Them All to Hell - 1986 – Don't Get Mad... Get Even - 1987 – Hungry Hearts - 1989 – Culture Killed The Native - 1990 – Temples of Gold - 1992 – You Bought It – You Name It - 2003 – Instinct - 2006 – Fuel to the Fire - 2011 – Don't Talk Science | - 1983 – Hazzard - 2010 – Virtual Sin - 1985 – Touch of Sin - 1985 – Time - 1995 – Moon'Doc - 1996 – Get Mooned - 2000 – Realm of Legends' - 2004 – Above Heaven, Below Heaven - 2009 – Let's Get Ruthless |